# Guido Parpagnoli
Guido Florido Pablo Parpagnoli (Buenos Aires, Argentina, 9 de noviembre de 1911 - Tucumán, 14 de agosto de 1964) fue un director de teatro argentino.

## Biografïa
Estudió Historia y Letras en la Universidad de Buenos Aires recibiéndose de profesor en 1911. Una vez recibido trabajó como periodista, crítico literario , empresario cultural entre otras actividades
Se radicó en San Luis y fue profesor de la Universidad Nacional de Cuyo hasta 1944, año en que se radicó en Tucumán donde se dedicó a la producción de obras de teatro en dicha provincia.
En San Miguel de Tucumán formó el grupo "Nuestro Teatro", dicho grupo construyó una sala de teatro en dicha localidad e interpretaron la obra infantil El tesoro de Margarita en ocasión de inauguración el 22 de octubre de 1967. Posteriormente al fallecimiento de Parpagnoli se impuso su nombre a dicho teatro y cincuenta años después se colocó una placa conmemorativa en un acto donde participaron artistas de la primera obra interpretada allí.